# Orford (Suffolk)
Orford er en lille by i Suffolk, England, der ligger i AONB-området Suffolk Coast and Heaths. I 2011 havde den omkring 713 indbyggere.
Ligesom mange andre kystbyer i Suffolk var det en vigtig havn og fiskeriby i middelalderen. Byen har fortsat en velbevaret middelalderlig borg kaldet Orford Castle, som blev anlagt for at kontrollere floden Ore, samt sognekirken St Bartholomew's Church, der er en listed building af første grad.
Byen ligger ved Orford Ness, der er en lang stenstrand ved Ores udmunding. Orford Ness har tidligere været brugt til landingsbane til testflyvninger og i starten af 1970'erne var det en stærk radarstation som en del af koldkrigsforsvaret mod lavtflyvende fly. I dag er det et naturreservat, der drives af National Trust.
Orford er den eneste adgangsvej til naturreservatet på f Orford Ness og Havergate Island. Begge sider kan kun nås via færge fra Orford havn.
Befolkningen bliver kraftigt forøget i sommermånederne, bl.a. som følge af en populær sejlklub.
Orford er en del af valgkredsen kaldet Orford and Tunstall. Valgkredsen havde et befolkningstal på 1.830 personer i 2011.